# Benai Amalricus
Benai Amalrik (latinul: Amalricus), (Bennes, 1140/1150 körül – Párizs, 1206/1209) középkori francia filozófus és teológus, vallási szekta alapítója.
A Chartres környéki Bennes-ben született. A 12. század végén a Párizsi egyetemen tanított a filozófiát és teológiát, és korának egyik leghíresebb dialektikai mestere hírében állt. Filozófiai nézeteit – melyet a panteizmus jellemzett – így foglalta össze: „Minden egy, minden Isten, Isten minden.” Ezek a nézetek nem voltak összeegyeztethetőek a katolikus egyház tanításaival, ezért III. Ince pápa 1207-ben elítélte Amalrik tanait. Amalrik valószínűleg két évvel később hunyt el. Az egyház rámutatva eretnek nézeteire, kiásatta és máglyán elégettette csontjait, hamvait szétszóratta.
Amalrik gondolatait sokan átvették tanítványai közül, de ők is egyházi üldözésben részesültek. Az amalrikánusok továbbfejlesztve Amalrik gondolatait azt tanították, hogy Isten minden; hogy nem három személy van benne, hanem Ő jelent meg az idők folyamában háromszor egy emberben: Ábrahámban, Jézusban és magában Amalrikban. Elvetették az egyházi szertartásokat. Úgy vélték, hogy az isteni szellem mindenkinek belsőjében megnyilatkozik – következésképpen az ember nem tartozik felelősséggel a cselekedeteiért. Tagadták a feltámadást, a mennyországot és poklot. Szerintük minden Istenbe tér vissza, és ezt az egyesülést a szeretet közvetíti. A szabad érzéki szerelem is tanításaik közé tartozott. A szekta híres filozófusa volt Dinánti Dávid.